# Per Axel Åkerman

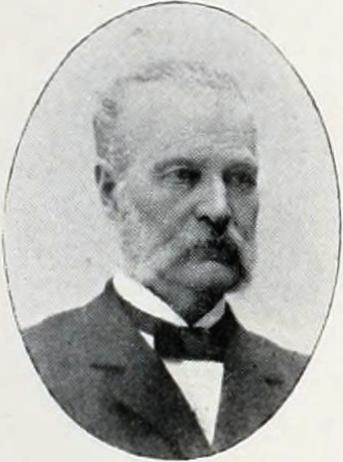
P.A. Åkerman.

Per Axel Åkerman, P.A. Åkerman, född 5 juni 1830 i Bollnäs socken, Gävleborgs län, död 20 januari 1917, var en svensk militär och bankman.
Åkerman blev student vid Uppsala universitet 1849, underlöjtnant vid Hälsinge regemente i Mohed 1851, löjtnant 1856, kapten 1867, major 1878, överstelöjtnant 1882 och var överstelöjtnant i regementets reserv 1887–95. 
Åkerman blev kontrollant vid Gefleborgs Enskilda Banks kommissionskontor i Bollnäs 1873, föreståndare för samma kontor 1887, styrelseledamot och jourhavande direktör för avdelningskontoret i Söderhamn 1891 och kontrollant vid expeditionskontoret där från 1903.